# Liste des épisodes de Six Feet Under

Cette page recense la liste des épisodes de la série télévisée Six Feet Under.

## Première saison (2001)
1. La Mort (Pilot)
2. Le Testament (The Will)
3. Le Pied (The Foot)
4. La Famille (Familia)
5. À livre ouvert (An Open Book)
6. La Chambre (The Room)
7. Fraternité (Brotherhood)
8. Départs et rencontres (Crossroads)
9. La vie est trop courte (Life’s Too Short)
10. Persona non grata (The New Person)
11. Week-end à Las Vegas (The Trip)
12. Intimité (A Private Life)
13. Délivrance (Knock, Knock)

## Deuxième saison (2002)
1. Échec et mat (In the Game)
2. La vie ne tient qu’à un fil (Out, Out, Brief Candle)
3. Le Plan (The Plan)
4. Le Rapatriement de Monsieur Mossback (Driving Mr Mossback)
5. La Femme invisible (The Invisible Woman)
6. Exaspération (In Place of Anger)
7. Retour aux sources (Back to the Garden)
8. Les Obsèques du Père Noël (It’s the Most Wonderful Time of the Year)
9. Un autre regard (Someone Else’s Eyes)
10. Le Secret (The Secret)
11. Le Menteur et la Prostituée (The Liar and the Whore)
12. Fiction ou réalité (I’ll Take You)
13. L’Opération (The Last Time)

## Troisième saison (2003)
1. Chacun cherche sa voie (Perfect Circles)
2. On ne sait jamais (You Never Know)
3. Un dernier hommage (The Eye Inside)
4. Sur un air d’opéra (Nobody Sleeps)
5. Le Piège (The Trap)
6. Un séjour à la montagne (Making Love Work)
7. Brèves Retrouvailles (Timing & Space)
8. La Partie de paintball (Tears, Bones and Desire)
9. Le Dernier Tableau (The Opening)
10. Querelles et séparations (Everyone Leaves)
11. La mort fait des heures supplémentaires (Death Works Overtime)
12. La Séparation (Twilight)
13. La vie n’attend pas (I’m Sorry, I’m Lost)

## Quatrième saison (2004)
1. Des vœux exaucés (Falling Into Place)
2. Rejoindre les anges (In Case Of Rapture)
3. Chacun son jeu (Parallel Play)
4. Secrets intimes (Can I Come Up Now?)
5. Une nuit de chien (That’s My Dog)
6. La terreur s’installe (Terror Starts At Home)
7. Une photo bouleversante (The Dare)
8. Solitudes (Coming and Going)
9. Le Tour de ronde (Grinding the Corn)
10. Rendez-vous à Black Forest (The Black Forest)
11. Tout le monde aux abris (Bomb Shelter)
12. La Vérité (The Untitled)

## Cinquième saison (2005)
1. Une couche d'apprêt (A Coat of White Primer)
2. Je danse pour moi (Dancing for Me)
3. Prends ma main (Hold My Hand)
4. Comme le temps passe (Time Flies)
5. Désir d'enfant (Eat a Peach)
6. Donne-moi la main (Rainbow of Her Reason's)
7. Le silence (The Silence)
8. Chantons pour nos vies (Singing For Our Lives)
9. L'écosystème (Ecotone)
10. Tout le monde est seul (All Alone)
11. L’accouchement (Static)
12. Tout le monde attend (Everyone's Waiting)

## Les morts
Les épisodes de la série s'ouvrent sur un ou plusieurs décès (hormis le dixième épisode de la dernière saison - et certains défunts, de par leur importance au sein de la série, sont signalés en conclusion d'épisode). Les auteurs se sont autorisés tous les registres quant aux natures de ces morts en introduction, souvent en collectant des anecdotes tirées de la vie réelle[réf. nécessaire]. Ainsi, les proches concernés par ces défunts seront amenés d'une manière ou d'une autre à avoir affaire avec l'entreprise funéraire familiale des Fisher (ce qui en fait des potentiels « clients »).   
On remarquera d'ailleurs que Nate Fisher est annoncé mort à deux reprises : la première fois dans la troisième saison (à la suite d'une hémorragie cérébrale dont il se remettra), la dernière fois dans la cinquième saison (après une attaque cérébrale fatale). Également, l'introduction de l'épisode clôturant toute la série ne débouche non pas sur une mort, mais ironiquement, sur une naissance.
Voici le récapitulatif de chaque mort au fil des saisons :   

### Première saison
1 (1- 1) : Nathaniel Samuel Fisher, Senior  (1943 - 2000) accident de corbillard

   2 (1- 2) : Chandler James Swanson  (1967 - 2001) s'est éclaté le crâne en plongeant dans sa piscine

   3 (1- 3) : Thomas Alfredo Romano  (1944 - 2001) broyé par une broyeuse géante

   4 (1- 4) : Manuel Pedro Antonio Bolin  (1980 - 2001) assassiné par les membres d'un gang rival

   5 (1- 5) : Jean Louise MacArthur "Viveca St-John"  (1957 - 2001) électrocution

   6 (1- 6) : Mildred "Hattie" Effinger Jones  (1922 - 2001) vieillesse

   7 (1- 7) : Victor Wayne Kovitch, PFC  (1971 - 2001) décédé des suites de ses blessures de guerre

   8 (1- 8) : Chloe Anne Bryant Yorkin  (1959 - 2001) crâne défoncé à la suite d'une imprudence

   9 (1- 9) : Anthony Christopher Finelli  (1994 - 2001) s'est tué en jouant avec l'arme à feu de ses parents

  10 (1-10) : Jonathan Arthur Hanley  (1946 - 2001) assommé à mort par sa femme

  11 (1-11) : Dillon Michael Cooper  (2001 - 2001) mort subite du nourrisson

  12 (1-12) : Marcus Foster, Junior  (1978 - 2001) crime homophobe

  13 (1-13) : Lilian Grace Montrose  (1939 - 2001) traumatisme crânien causé par une balle de golf

### Deuxième saison
14 (2- 1) : Rebecca Leah Milford  (1980 - 2001) overdose

  15 (2- 2) : Joshua Peter Langmead  (1981 - 2001) infarctus

  16 (2- 3) : Michael John Piper  (1952 - 2001) cancer

  17 (2- 4) : Harold Mossback  (1932 - 2001) vieillesse

  18 (2- 5) : Emily Previn  (1954 - 2001) étouffée par sa nourriture

  19 (2- 6) : Matthew Heath Collins  (1959 - 2001) noyade

  20 (2- 7) : Jeffrey Marc Shapiro  (1963 - 2001) pendu par accident pendant qu'il se masturbait

  21 (2- 8) : Jesse Ray Johnson  (1944 - 2001) accident de moto

  22 (2- 9) : Dwight Edgar Garrison  (1945 - 2002) crâne brisé par une boîte à déjeuner en métal tombée d'un échafaudage

  23 (2-10) : Benjamin Srisai  (1935 - 2002) crise cardiaque

  24 (2-11) : Edith Kirky  (1929 - 2002) étouffée par une saucisse entière enfoncée dans sa trachée

  25 (2-12) : Leticia Perfecta Perez  (1922 - 2002) vieillesse

  26 (2-13) : Aaron Buchbinder  (1976 - 2002) cancer

### Troisième saison
27 (3- 1) : Nathaniel Samuel Fisher, Junior  (1965 - 2002) Nate meurt lors de son opération du cerveau...
                         Nathaniel Samuel Fisher, Junior  (1965 -        ) ...mais réussit finalement à en réchapper

  28 (3- 2) : Matthew Clark Hazen  (1962 - 2003) assassiné par Daniel Grant Showalter
                          Martin Jacobs  (1978 - 2003) assassiné par Daniel Grant Showalter
                          Andrew Wayne Milne  (1952 - 2003) assassiné par Daniel Grant Showalter
                          Daniel Grant Showalter  (1984 - 2003) suicide

  29 (3- 3) : Callie Renee Mortimer  (1984 - 2003) renversée par une voiture

  30 (3- 4) : Robert Lamar Griffin  (1955 - 2003) cardiomyopathie

  31 (3- 5) : William Aaron Jaffe  (1951 - 1975) accident de voiture

  32 (3- 6) : Karen Postell Pepper  (1964 - 2003) hémorragie

  33 (3- 7) : Bernard Asa Chenowith  (1939 - 2003) cancer de l'estomac

  34 (3- 8) : Daddy  (1940 - 2003) la cause du décès n'est pas très claire, bien que cela ressemble à une attaque cardiaque ou cérébrale

  35 (3- 9) : Melinda Mary Bloch  (1965 - 2003) suicide

  36 (3-10) : Jeanette Louise Bradford  (1928 - 2003) piqûres d'abeilles multiples

  37 (3-11) : Dorothy Su  (1945 - 2003) assassinée par un voleur de supérette

                         Edward Tully  (1955 - 2003) électrocuté par une ligne haute-tension
                          David Raymond Monroe  (1971 - 2003) crise cardiaque

  38 (3-12) : Carl Desmond William  (1948 - 2003) condamné à mort par injection

  39 (3-13) : Anahid Hovanessian  (1951 - 2003) écrasée par un bloc de glace bleue tombé d'un avion

                         Lisa Kimmel-Fisher  (1967 - 2003) tuée par son beau-frère et amant 

### Quatrième saison
40 (4- 1) : Bruno Baskerville Walsh (1951 - 1972) s'est jeté du haut d'un immeuble sous l'emprise de la drogue

  41 (4- 2) : Dorothy Sheedy (1954 - 2003) renversée par une voiture alors qu'elle s'émerveillait devant des poupées gonflables dans le ciel qu'elle prenait pour des anges

  42 (4- 3) : Kaitlin Elise Stolte (1989 - 2003) morte de rire

  43 (4- 4) : Lawrence Henry Mason (1938 - 2003) frappé par la foudre

  44 (4- 5) : Anne Marie Thornton (1966 - 2004) chute mortelle

  45 (4- 6) : Robert Carl Meinhardt (1962 - 2004) assassiné par des cambrioleurs

  46 (4- 7) : Joan Morrison (1939 - 2004) double cancer

  47 (4- 8) : James Dubois Marshall (1923 - 2004) vieillesse

  48 (4- 9) : Lawrence Tuttle (1969 - 2004) écrasé par un meuble de rangement

  49 (4-10) : Robert Duane Wething (1958 - 2004) empoisonnement à l'alcool

  50 (4-11) : Edward Gordon Gorodetsky (1956 - 2004) accident de voiture

                         Coco Grimes Gorodetsky  (1962 - 2004) accident de voiture

                         Michael Timothy Gorodetsky  (1992 - 2004) accident de voiture

                         Amanda Lynn Gorodetsky  (1995 - 2004) accident de voiture

  51 (4-12) : Kenneth MacDonald Henderson (1954 - 2004) coupé en deux par un ascenseur

### Cinquième saison
52 (5- 1) : Andrea Kuhn  (1963 - 2004) accidentellement empalée sur un objet décoratif par son mari

  53 (5- 2) : Samuel Wayne Hoviak  (1965 - 2004) écrasé par sa propre voiture

  54 (5- 3) : Loretta Smith-Sibley  (1908 - 1953) suicide

  55 (5- 4) : Lila Simonds Coolidge  (1909 - 2005) vieillesse

  56 (5- 5) : Daniel Holzenchenko  (1939 - 2005) mort de diabète en mangeant des pêches au sirop

  57 (5- 6) : Fiona Lenore Kleinschmidt  (1952 - 2005) chute mortelle en montagne

  58 (5- 7) : Peter Thomas Burns  (1948 - 2005) attaque cardiaque

  59 (5- 8) : Pilar Sandoval  (1970 - 2005) renversée par une voiture

  60 (5- 9) : Laurence Hall Matheson  (1971 - 2005) dévoré par un puma sauvage

                         Nathaniel Samuel Fisher, Jr.  (1965 - 2005) rupture d'anévrisme

  61 (5-10) : aucun mort (l'épisode est consacré aux funérailles de Nate Fisher Jr.)

  62 (5-11) : Paul Ronald Duncan  (1983 - 2005) suicide

  63 (5-12) : Willa Fisher Chenowith  (2005 -        ) naissance de la petite dernière de la famille Fisher

                         Ruth O'Connor Fisher  (1946 - 2025) Ruth meurt de vieillesse sur son lit d'hôpital, entourée par sa famille

                         Keith Dwayne Charles  (1968 - 2029) Keith est tué par balles par des bandits alors qu'il déchargeait un convoi de fonds de sa propre compagnie Charles

                         David James Fisher  (1969 - 2044) le cœur de David lâche tandis qu'il avait une vision de son mari Keith Charles jeune

                         Hector Federico Diaz  (1974 - 2049) Rico meurt d'une crise cardiaque alors qu'il était en croisière avec sa femme Vanessa

                         Brenda Chenowith  (1969 - 2051) Brenda semble mourir de vieillesse (son bras tremblant fait penser à une crise cardiaque, ou à la maladie de Parkinson)

                         Claire Simone Fisher  (1983 - 2085) Claire meurt de vieillesse sur son lit à 102 ans (alors qu'elle était déjà atteinte de cécité)

## Sources
- Index des épisodes sur le site officiel